# Puttenberg
De Puttenberg is een helling in de Belgische provincie Vlaams-Brabant. Het wegdek bestaat uit kasseien. De moeilijkheidsgraad van deze helling wordt verhoogd door de lange kasseistrook die eraan voorafgaat.

## Wielrennen
De helling is opgenomen in de Cotacol Encyclopedie met de 1.000 zwaarste beklimmingen van België.